# Proposizione categoriale
Nella logica, una proposizione categoriale o affermazione categoriale è una proposizione che asserisce o nega che tutti o alcuni dei membri di una categoria (il termine soggetto) siano inclusi in un'altra (il termine predicato). Lo studio degli argomenti mediante enunciati categoriali quali i sillogismi costituisce un ramo importante del ragionamento deduttivo, iniziato dagli antichi Greci.
I filosofi dell'antica Grecia, come Platone e Aristotele, identificarono quattro tipi primari distinti di proposizione categoriale e gli attribuirono dei nomi canonici (sovente indicate con A, E, I e O). Indicando il termine soggetto con S e il termine predicato con P, esse assumono le seguenti forme:
- Ogni S è P (tipo  A)
- Nessun S è P (tipo E);
- Qualche S è P (tipo I);
- Qualche S non é P (O).

Il quadrato delle opposizioni codificò i rapporti fra le diverse forme, rappresentando uno dei vertici raggiunti dall’Antica Grecia nel loro studio. Esso permette un’inferenza immediata di una forma a partire da un’altra, con il relativo valore di verità (ad esempio, che una proposizione A è contraddittoria rispetto ad una di tipo O).
L’interpretazione moderna delle proposizioni categoriali ebbe inizio con l'opera di George Boole agli inizi del XIX secolo. Egli introdusse una distinzione fra un punto di vista ipotetico (termine soggetto vuoto) e punto di vista esistenziale che richiede che la categoria dell'oggetto abbia almeno un membro. Il punto di vista esistenziale rappresenta una posizione più forte rispetto all'ipotetico e più feconda di possibili deduzioni. Il punto di vista ipotetico, essendo il punto di vista più debole, ha l'effetto di eliminare alcuni dei rapporti presenti nel tradizionale quadrato di opposizione.
Gli argomenti costituiti da tre proposizioni categoriali, di cui due sono premesse e una è la conclusione, sono noti come sillogismi categoriali e furono di fondamentale importanza dal tempo degli antichi logici greci fino al Medioevo.

## Proprietà delle proposizioni categoriali
e proposizioni categoriali possono essere classificate in quattro tipologie in base alla loro "qualità" e "quantità", o alla loro "distribuzione dei termini". Queste quattro tipologie furono indicate con A, E, I e O, abbreviazione di affirmo (per la A e la I) e nego (per la E e la O).

### Quantità e qualità
La quantità si riferisce al numero di membri della classe soggetto utilizzati nella proposizione. Se la proposizione si riferisce a tutti i membri della classe soggetto, essa è universale; se invece la proposizione non impiega tutti i membri della classe soggetto, essa si dice particolare. Ad esempio, la proposizione "Alcuni S sono P" è particolare poiché si riferisce solo ad alcuni membri della classe soggetto.
La qualità si riferisce al fatto che la proposizione affermi o neghi l'inclusione di un soggetto all'interno della classe del predicato. Le due possibili qualità sono dette affermativa e negativa. Ad esempio, una proposizione di tipo A ("Ogni S è P") è affermativa, poiché afferma che il soggetto è contenuto nel predicato. D'altra parte, una proposizione di tipo O ("Alcuni S non sono P") è negativa poiché esclude il soggetto dal predicato.
Combinando qualità e quantità, si ottengono i quattro tipi di proposizione enunciati, secondo il seguente prospetto:
| Nome | Proposizione       | Quantità    | Qualità     |
| ---- | ------------------ | ----------- | ----------- |
| A    | Ogni S è P.        | universale  | affermativa |
| E    | Nessun S è P.      | universale  | negativa    |
| I    | Qualche S è P.     | particolare | affermativa |
| O    | Qualche S non è P. | particolare | negativa    |

Rileva notare che In logica il significato delle parole "alcuni" e "qualche" si riferisce a "uno o più", che potrebbe significare anche "tutti". Pertanto, l'affermazione "Alcuni S sono P" non garantisce che anche l'affermazione "Alcuni S non sono P" sia vera.

### Distributività
I due termini (soggetto e predicato) in una proposizione categoriale possono essere classificati come distribuiti o non distribuiti. Se tutti i termini di una classe sono distribuiti nell'altra, la classe viene detta distribuita, altrimenti la classe si dice non distribuita. A ognuna delle quattro proposizioni corrisponde una delle quattro possibili distribuzioni dei termini.
Di seguito si riporta la distribuzione dei termini per ciascuna delle quattro forme canoniche. I diagrammi di Venn sono spesso utili al fine di comprendere la distribuzione dei termini nelle quattro forme.

#### FormaA
Una proposizione A distribuisce il soggetto al predicato, ma non viceversa. Si consideri la seguente proposizione categorica: "Tutti i cani sono mammiferi". Tutti i cani sono certamente mammiferi, ma sarebbe falso dire che tutti i mammiferi sono cani. Poiché tutti i cani sono inclusi nella classe dei mammiferi, si dice che i "cani" (soggetto) siano distribuiti ai "mammiferi" (predicato). Poiché tutti i mammiferi non sono necessariamente cani, i "mammiferi" non sono distribuiti al termine soggetto.
Altro esempio: "Ogni macchina è blu".

#### FormaE
Una proposizione E distribuisce i membri delle classi soggetto e predicato in modo bidirezionale. Dalla proposizione categorica "Nessun scarabeo è un mammifero", possiamo dedurre che nessun mammifero è uno scarabeo. Poiché tutti gli scarabei sono definiti come non-mammiferi e tutti i mammiferi sono definiti come non-scarabei, entrambe le classi sono distribuite: il soggetto è distribuito nel predicato e viceversa anche il predicato è distribuito nel soggetto. L’insieme vuoto è un caso particolare di distributività in cui nessun membro di una classe appartiene all’altra.
Altro esempio: "Nessuna persona è ovipara".

#### FormaI
In una proposizione I, entrambi i termini non sono distribuiti. Ad esempio, nella proposizione "Alcuni americani sono conservatori" nessuno dei due termini può essere completamente distribuito all'altro: da questa proposizione non è possibile dire che tutti gli americani siano conservatori o che tutti i conservatori siano americani.
Altro esempio: “alcuni gatti sono neri”.

#### FormaO
In una proposizione di tipo O viene distribuito solo il predicato. Si considera la proposizione "Alcuni politici non sono corrotti": poiché non tutti i politici sono definiti da questa regola, il termine soggetto è non distribuito. Tuttavia, poiché la regola si applica a tutti i membri del gruppo dei corrotti, vale a dire "tutti i corrotti non sono dei politici", il predicato è distribuito.
La distribuzione del predicato in una proposizione di tipo O a volte può generare confusione, a causa della sua ambiguità. Quando si dice che un'affermazione come "Alcuni politici non sono corrotti" distribuisca il gruppo "persone corrotte" ad "alcuni politici", l'informazione sembra di scarso valore poiché il gruppo "alcuni politici" non è definito. Tuttavia, se ad esempio questo gruppo di "alcuni politici" fosse definito per contenere una sola persona di nome Albert, il rapporto fra soggetto e predicato diventerebbe più chiaro: l'affermazione significherebbe quindi che per ogni elemento che compare nel gruppo dei corrotti, nessuno di essi sarà Albert, vale a dire che "tutti i corrotti non sono Albert". Questa sarebbe una definizione da applicarsi a tutti i membri del gruppo "persone corrotte".

### Riepilogo
Perché il soggetto possa essere distribuito, la proposizione deve essere di tipo universale ("Tutti", "Nessuno"); perché il predicato possa essere distribuito, la proposizione deve essere di tipo negativo ("Non", "Nessuno"). Vale lo schema seguente:
| Nome | Proposizione       | Distribuzione   | Distribuzione   |
| Nome | Proposizione       | Soggetto        | Predicato       |
| ---- | ------------------ | --------------- | --------------- |
| A    | Ogni S è P.        | distribuito     | non distribuito |
| E    | Nessun S è P.      | distribuito     | distribuito     |
| I    | Qualche S è P.     | non distribuito | non distribuito |
| O    | Qualche S non è P. | non distribuito | distribuito     |

#### Critiche
Peter Geach e altri autori criticarono l'uso della distribuzione per determinare la validità di un argomento. Essi suggerirono che le affermazioni della forma "alcuni A non sono B” sarebbero meno problematiche se fossero esplicitate come "non tutti gli A sono B”, traduzione più prossima a quella di Aristotele.

## Operazioni sulle affermazioni categoriali
Un’affermazione categoriale può determinare la verità o falsità di un’altra mediante le operazioni di inversione, obversione e contrapposizione.

### Inversione
L'operazione più semplice è la inversione, in cui i termini soggetto e predicato vengono scambiati tra loro:
| Nome | Proposizione  | Inversione    | Inversione per accidens | Inversione mediante obversione |
| ---- | ------------- | ------------- | ----------------------- | ------------------------------ |
| A    | Ogni S è P    | Ogni P è S    | Qualche P è S           | Nessun P è non-S               |
| E    | Nessun S è P  | Nessun P è S  | Qualche P è non-S       | Ogni P è non-S                 |
| I    | Qualche S è P | Qualche P è S | N/A                     | Qualche P non è non-S          |
| O    | Qualche S è P | Qualche S è P | N/A                     | Qualche P è non-S              |

### Obversione
L'obversione modifica la qualità (affermativa o negativa) del termine soggetto e del termine predicato:
| Nome | Inversione        | Obversione            |
| ---- | ----------------- | --------------------- |
| A    | Ogni S è P        | Nessun S è non-P      |
| E    | Nessun S è P      | Ogni S è non-P        |
| I    | Qualche S è P     | Qualche S non è non-P |
| O    | Qualche S non è P | Qualche S è non-P     |

Le proposizioni categoriali obverse sono logicamente equivalenti alle loro inverse. La rappresentazione mediante diagrammi di Venn è la stessa per entrambe.

### Contrapposizione
| Nome | Proposizione      | Contrapposizione          | Contrapposizione per accidens | Contrapposizione dopo obversione |
| ---- | ----------------- | ------------------------- | ----------------------------- | -------------------------------- |
| A    | Ogni S è P        | Ogni non-P è non-S        | N/A                           | Nessun non- P è non-S            |
| E    | Nessun S è P      | Nessun non-P è non-S.     | Qualche non-P non è non-S.    | Ogni non-P è S                   |
| I    | Qualche S è P     | Qualche non-P è non-S     | N/A                           | Qualche non-P non è S            |
| O    | Qualche S non è P | Qualche non-P non è non-S | N/A                           | Qualche S non è P.               |